# John Baselmans
John Baselmans (Aalst, 20 mei 1954) is een Nederlandse artiest, schrijver, beeldhouwer, grafisch ontwerper en illustrator.
Hij is vanaf 1982 woonachtig op Curaçao. Sinds 1984 ontwerpt Baselmans postzegels voor de posterijen van de Nederlandse Antillen en werkt hij als illustrator mee aan diverse schoolboeken. Voor zijn pentekeningen gebruikt hij een combinatie van pen en oost-indische inkt, kleurpotlood samen met zacht pastelkrijt.
Baselmans heeft geëxposeerd in diverse landen en tevens publiceerde hij diverse e-books.
Toen John Baselmans drie jaar was, begon hij met tekenen. Van zijn vader leerde hij houtsnijden, werken met klei, schilderen en andere technieken die hij altijd is blijven uitoefenen. Hij heeft gestudeerd aan de Grafische School en Vrije Kunstacademie in Eindhoven en heeft cursussen op het gebied van Airbrush and Architectural rendering gevolgd in de Verenigde Staten.
Sinds 2017 toont hij zich in zijn publicaties aanhanger van complottheorieën en pseudohistorie, waarbij hij onder andere betoogt dat het antisemitische geschrift Protocollen van de Wijzen van Sion op authentieke bronnen zou berusten.

## Tentoonstellingen
Een selectie van exposities van werk van John Baselmans:
- 1972 · Kabbendans - Eindhoven, Nederland
- 1972 · Abbenhuis - Eindhoven
- 1973 · Kabbendans - Eindhoven
- 1974 · Kabbendans - Eindhoven
- 1977 · Unilever - Duiven, Nederland
- 1980 · Huis in 't Park - Eindhoven
- 1981 · Piazza center - Eindhoven
- 1981 · Stadhuis zaal - Eindhoven
- 1981 · Stadhuis - Gouda, Nederland
- 1981 · De Tempel - Curaçao
- 1982 · Centro Bolivar Y Bello - Curaçao
- 1983 · Taverne - Curaçao
- 1983 · Assencion - Curaçao
- 1984 · Curaçaosch Museum - Curaçao
- 1984 · Sentro Pro arte - Curaçao
- 1985 · Curaçaosch Museum - Curaçao
- 1986 · Zeelandia - Curaçao
- 1988 · Seaquarium - Curaçao
- 1989 · Gallery ABN - Aruba
- 1989 · Gallery Artishock - Aruba
- 1990 · Graphic Art Gallery - Curaçao
- 2003 · Villa Maria - Curaçao
- 2004 · Gallery 86 - Curaçao

## Uitgaven postzegels
Baselmans ontwierp ruim 200 postzegels voor de posterijen van de Nederlandse Antillen.
Series postzegels (1984-2009) die werden ontworpen door Baselmans.
NVPH-catalogus, FDC-nrs. Nederlandse Antillen:
| - E168 - E184 - E198 - E188 - E190 - E181 - E199 - E199a - E212 - E213 - E213a | - E217 - E217a - E219 - E223 - E224b - E224a - E229b - E229a - E231 - E232 - E235a | - E235b - E237 - E238 - E242 - E246 - E247 - E250 - E252 - E257 - 257a - E260 | - E263 - E267 - E274 - E274a - E276 - E281 - E282 - E288 - E296 - E297 - E301 | - E306a - E306b - E308 - E313a - E313 - E321 - E323 - E363 - E363a - E365 - E367a | - E367 - E373 - E377a - E377 - E378 - E380 - E403 - E405a - E405b - E422 |